# MSM-04系列机动战士
MSM-04 亞凱（Acguy，片假名：アッガイ）是日本动画片机动战士高达中出现的一种虚构兵器。其机体代号通常也音译为“亚沙加”、“亚古尔”或“阿盖”。
MSM-04由于其大脑袋圆滚滚而可爱的造型，以及電影《哀·戰士》中獨特的蹲坐姿態，在90年代之後逐漸在U.C.愛好者之間擁有了另類的人氣，成為鋼彈動畫中少數以可愛為主要賣點的機動戰士。

## 简介
一年战争时期，吉翁公国军出于在地球作战的需要，要求其军工产业设计水陆两用的机动战士。第一种成功量产的此类机体是ZIMAD社的MSM-03葛克。在MSM-03投产后，ZIMAD社的竞争对手吉翁尼克社也迅速开发出他们自己的水陆两用MS，即MSM-04 亞凱。值得注意的是，虽然亞凱编号在前，实际上其开发时间要晚于吉翁另一家军火巨头MIP社所研制的水陆两用机动战士 MSM-07茲卡克；但是亞凱投入战场的时间却比葛克早。
为了方便开发，MSM-04使用了很多源自吉翁主力泛用型量产机体MS-06 扎古II的技术，包括直接移植MS-06的零件。
MSM-04产量不多，但曾经在欧洲、东南亚和南美洲的广大地域作战，包括对地球联邦军总部贾布罗的潜入作战，除了對潛／對艦及灣岸攻擊外，亞凱的座艙內設有額外的座位以便運送兩棲部隊的步兵。

## 主要型号
- MSM-04 亞凱（或稱阿沙加）：基本形式
- MSM-04G 象霸（或稱玖阿格）：砲擊型，手部換成三連裝320mm火箭發射器。胴體部預留有四個米加粒子砲座，但因出力不足，實際並沒有安裝。
- MSM-04N 蛇霸（或稱阿格改）：格鬥型，手部換成兩組電熱鞭，頭部改為巨大複眼式感應器，兩旁並裝有火神砲。

## 登场作品
- 机动战士高达
- 机动战士高达 第08MS小队
- 机动战士高达ZZ
- 機動戰士鋼彈 雷霆宙域戰線

## 參照
1. ↑  , 日経流通新聞, 2009-07-29: 20